# 肩白卷管螺
肩白卷管螺（学名：Makiyamaia mammillata），是新腹足目卷管螺科Makiyamaia属的一种。主要分布于台湾，常栖息在泥沙质海底。